# Cava di Penrhyn

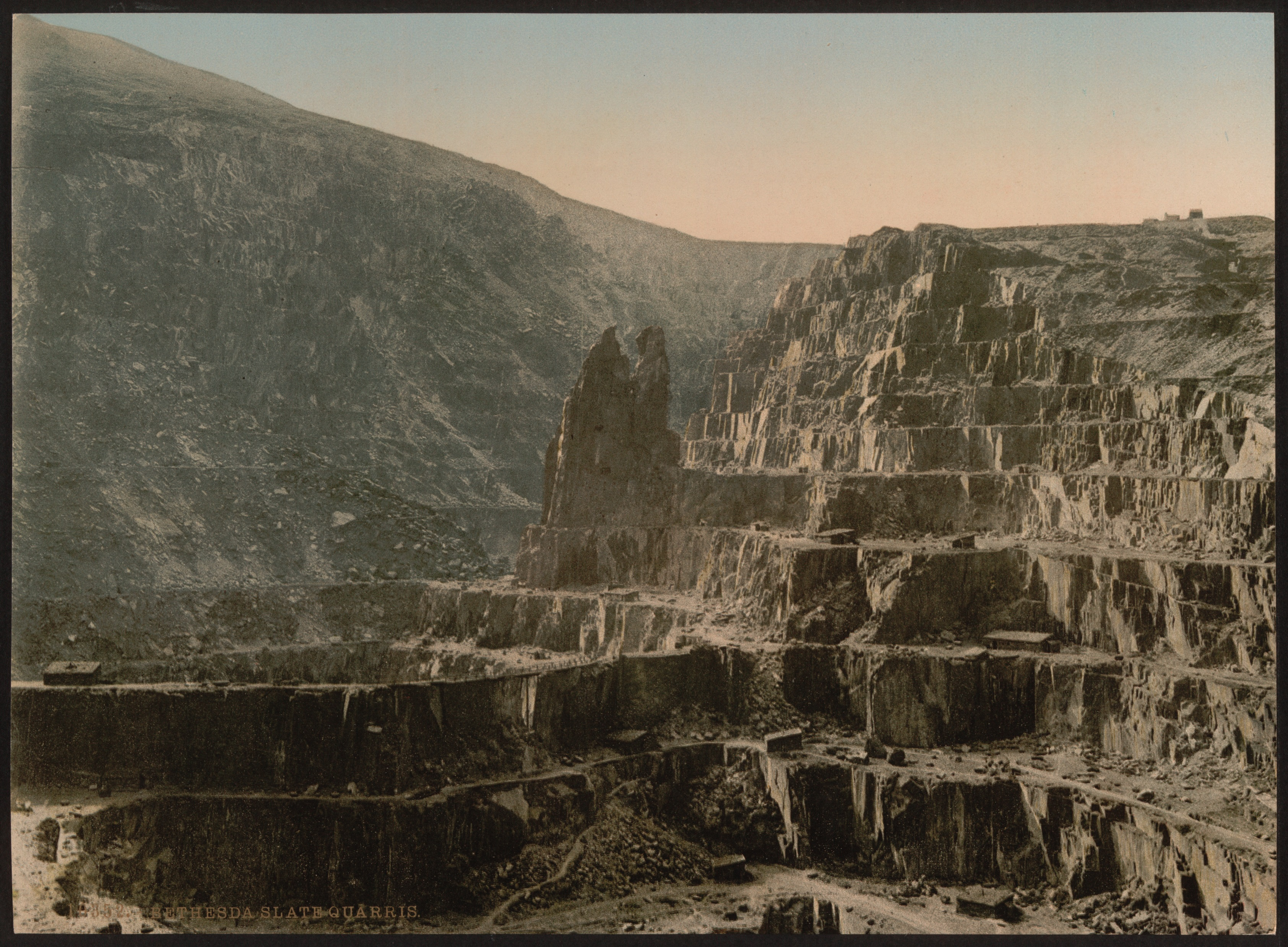
Cava di ardesia Penrhyn, circa 1900

La cava Penrhyn è una cava di ardesia situata nei pressi di Bethesda in Galles settentrionale. Alla fine del XIX secolo era la più grande cava di ardesia del mondo. Il suo pozzo principale misurava circa 1,6 km di lunghezza e 400 metri di profondità, e forniva lavoro a circa 3000 minatori. È stata poi superata per dimensione dalle cave di ardesia di Cina, Spagna e Stati Uniti d'America. Penrhyn è tuttora la più grande cava di ardesia del Regno Unito, ma occupa solo 200 minatori.

## Storia
La cava fu la prima creata negli anni 1770 da Richard Pennant, in seguito diventato barone Penrhyn, anche se l'estrazione in misura ridotta era già iniziata da qualche tempo. All'inizio era utilizzata per motivi domestici, dato che non si era sviluppata un'infrastruttura di trasporti prima del coinvolgimento di Pennant. Da quel momento l'ardesia estratta dalla cava fu trasportata fino al mare a Port Penrhyn grazie alla Penrhyn Quarry Railway a scartamento ridotto costruita nel 1798, una delle prime linee ferroviarie. Nel XIX secolo la cava Penrhyn Quarry, assieme alla cava di Dinorwic, dominò l'industria mineraria di ardesia del Galles.
La cava si è guadagnata un posto importante nella storia del movimento operaio britannico avendo ospitato due lunghi scioperi organizzati dai lavoratori che chiedevano paghe più alte e migliori condizioni di vita. Il primo sciopero durò undici mesi nel 1896. Il secondo iniziò il 22 novembre 1900 e durò tre anni. Noto come "Grande sciopero di Penrhyn", fu il più grande conflitto nella storia industriale britannica. Nel lungo termine lo scontro gettò ombre di inaffidabilità sull'industria di ardesia del Galles, causando gravi perdite di ordini e di migliaia di posti di lavoro.
Dal 1964 al 2007 è stata gestita dalla PLC di Alfred McAlpine.
Nel 2007 fu acquistata da Kevin Lagan (uomo d'affari irlandese proprietario e presidente del Lagan Group) e cambiò il nome di Welsh Slate Ltd. Kevin Lagan ed il figlio Peter (amministratore delegato della Lagan Building Solutions Ltd) sono oggi i direttori della Welsh Slate Ltd che possiede anche la cava Oakeley di Blaenau Ffestiniog, la cava Cwt Y Bugail e la cava Pen Yr Orsedd.